# Биштиново
Бишти́ново (баш. Биштин) — деревня в Благовещенском районе Республики Башкортостан Российской Федерации. Входит в состав Иликовского сельсовета.

## География

### Географическое положение
Расстояние до:
- районного центра (Благовещенск): 49 км,
- центра сельсовета (Староиликово): 5 км,
- ближайшей ж/д станции (Загородная): 68 км.

## История
Деревня была основана в первой половине XVIII века на вотчинных землях башкир Каршинской волости, при озере, получившем впоследствии схожее название. В 1731 году в городе Уфе был оформлен договор о припуске с ясачными татарами. Со стороны башкир при этом фигурировали Мамяк Катиков и Алит Уметеев, а из татар -Халай Тлеумбетов, Каткей Тлевлин и Юсуп Исенгулов. Впоследствии жители деревни перешли в этносословную категорию тептярей. Есть сведения, что в 1774 году через деревню проходили повстанческие отряды Салавата Юлаева. 
В 1870 году в 119 дворах проживали 800 человек, были отмечены мечеть и училище ( скорее всего имеется ввиду мектеб). Жители деревни образовывали одноименное сельское общество.
В 1895 году насчитывалось 260 дворов и 1427 человек, были отмечены четыре бакалейные лавки. В самом начале XX века появляется вторая мечеть.
К 1913  году муллой первой мечети был Заитдин Абдулмазитов, второй мечети - Минизал Гильмиахметов (в 1920 муллами были Мергазетдин Якупов и  Минизелал Мазидов).
В 1917 году в Биштиново насчитывалось 352 домохозяйства и 2037  человек (1673 тептярей и 364 башкир). В деревне функционировала школа, в которой работали трое учителей - Н.Е. Кочергин, А.Н. Михайлова, Р.С. Байбурина.
Гражданская война не обошла стороной деревню Биштиново. В 1918 году через нее проходили бойцы партизанской армии Блюхера, а в марте 1919 останавливлись на четыре дня солдаты белой армии Колчака. Не обошел эту деревню стороной и голод - только во второй половине  1921 года в Биштиново умерло голодной смертью более ста человек, то есть 5 % населения. В 1922 году в Биштиново организовалась партийная ячейка, а в феврале 1929 - колхоз имени Карла Маркса. В 1920-е годы существовал отдельный Биштиновский сельсовет, но с 1930 года деревня Биштиново входит в состав Иликовского сельсовета ( 1937-1963 гг. в составе Покровского района БАССР). В  середине XX века  деревня вошла в состав колхоз "Кызыл Байрак". В 1963 году в деревне открылась средняя школа.

## Население
| 2002 | 2009 | 2010 |
| ---- | ---- | ---- |
| 227  | ↗239 | ↘169 |

Национальный состав
Согласно переписи 2002 года, преобладающая национальность — мишари, татары.
Численность населения деревни после 1917 года неуклонно уменьшалась: в 1939 году насчитывалось 1147 человек, в 1959 - 759, в 1969 - 679, 1989- 383, 2010-169.

## Религия
В деревне есть мечеть.